# シオユスリカ
シオユスリカ（学名: Chironomus salinarius）は、ユスリカ科に属する昆虫の一種である。
北アメリカとユーラシアに広く分布する。成虫オスの体長は5.0–6.2ミリメートルで、体色は黒または暗褐色。汽水域に生息し、日本でもよく見られる。浅瀬の砂泥などで繁殖し、海水が流入する人工池などで大量発生することもある。
2012年、宮城県気仙沼市沿岸で、東北地方太平洋沖地震による陥没で汚泥が堆積し、満潮ごとに海水に浸かるようになった場所から大量発生したユスリカを調べたところ、シオユスリカであった。2025年4月中旬、2025年日本国際博覧会会場の大阪府大阪市此花区夢洲で採集された15ほどの個体を調べたところ、すべてシオユスリカであった。